# Limeil-Brévannes
Limeil-Brévannes là một xã ở ngoại ô phía đông nam của Paris, Pháp. Nó nằm cách 15,3 km (9,5 mi) tình từ trung tâm của Paris.